# Метод оцінки вартості відновлення (реабілітації) екологічного об'єкта, екосистеми
Метод оцінки вартості відновлення (реабілітації) екологічного об'єкта, екосистеми. Такий підхід зручний, коли можна довести, що відновна діяльність повинна бути проведена через необхідність виконання певних вимог, наприклад, виконання стандарту  якості води. Ця вартість використовується як міра вигідності проведення такої діяльності. Однак, якщо вартість відновлення є мірою нанесеного збитку, тоді відношення витрат і вигод буде завжди дорівнювати 1, тобто витрати відновлення використовувалися для вимірювання вигод відновлення екологічного об'єкта. Коли говорять, що відновлювальна робота повинна бути виконана, це означає, що при цьому вигоди повинні перевищити витрати. Витрати тоді є нижньою межею істинної цінності вигод. Якщо норматив якості води встановлюється без урахування витрат на його впровадження, то використання методу відновлювальних витрат буде помилковим. Ще одне застосування цього методу стосується випадків, коли є загальне обмеження, яке полягає в тому, щоб не допустити погіршення якості навколишнього середовища (обмеження стійкості). При цьому відновлювальні витрати можуть бути оцінені як первинні оцінки вигод чи збитків. Використання так званих тіньових проектів засноване на такого типу обмеженнях. У цьому випадку покладається, що вартість будь-якого проекту (проектної діяльності) для відновлення навколишнього середовища з метою виконання обмежень стійкості є мінімальною оцінкою завданих збитків. Інформацію з відновних витрат можна отримати на основі реальних витрат або шляхом фахових оцінок витрат на відновлення екологічного об'єкта до початкового стану.

## Ресурси Інтернету
- Еколого-економічний словник
- Економічна цінність природи
- Концепция общей экономической ценности природных благ
- Традиционные и косвенные методы оценки природных ресурсов